# Frostburg (Maryland)
Frostburg es una ciudad ubicada en el Condado de Allegany, en Maryland (Estados Unidos). Es la sede de la Universidad Estatal de Frostburg. En 2000, la ciudad tenía una población de 7.873 habitantes y en 2010 de 9.002 habitantes. Ubicada al oeste de Cumberland, Maryland, la ciudad es una de las primeras ciudades sobre la Ruta Nacional US 40.

## Clima
El clima en esta ciudad de los Montes Apalaches es bastante frío. Las temperaturas promedio en verano solo alcanzan 26 °C (79 °F) en julio. En diciembre, enero y febrero la tremperatura promedio se ubica entre 0 y 3 °C (entre 32 y 37 °F), que combinado con las moderadas precipitaciones hace que grandes superficies se mantengan bajo la nieve o el hielo por largos períodos.

## Geografía
Frostburg está localizado en 39°39′17″N 78°55′40″O / 39.654687, -78.927773. y ocupa un área de 8.86km²  (3.42 millas2)

## Demografía

### 2000
Según el censo de 2000, la ciudad cuenta con 7.873 habitantes, 2.840 hogares y 1.252 familias que residentes. La densidad de población es de 993,4 hab/km² (2.576,5 hab/mi²). Hay 3.123 unidades habitacionales con una densidad promedio de 394,1 u.a./km² (1.022,0 u.a./mi²). La composición racial de la población de la ciudad es 90,42% Blanca, 6,40% Afroamericana, 0,23% Nativa americana, 0,98% Asiática, 0,09% De las islas del Pacífico, 0,50% de Otros orígenes y 1,38% de dos o más razas. El 1,22% de la población es de origen Hispano o Latino cualquiera sea su raza de origen.
De los 2.840 hogares, en el 18,2% de ellos viven menores de edad, 34,0% están formados por parejas casadas que viven juntas, 7,3% son llevados por una mujer sin esposo presente y 55,9% no son familias. El 37,5% de todos los hogares están formados por una sola persona y 16,5% de ellos incluyen a una persona de más de 65 años. El promedio de habitantes por hogar es de 2,18 y el tamaño promedio de las familias es de 2,85 personas.
El 12,4% de la población de la ciudad tiene menos de 18 años, el 41,0% tiene entre 18 y 24 años, el 17,2% tiene entre 25 y 44 años, el 14,2% tiene entre 45 y 64 años y el 15,2% tiene más de 65 años de edad. La edad media es de 24 años. Por cada 100 mujeres hay 81,4 hombres y por cada 100 mujeres de más de 18 años hay 79,2 hombres.
La renta media de un hogar de la ciudad es de $21.215, y la renta media de una familia es de $53.234. Los hombres ganan en promedio $35.417 contra $26.094 por las mujeres. La renta per cápita en la ciudad es de $13.821. 30,5% de la población y 6,1% de las familias tienen rentas por debajo del nivel de pobreza. De la población total bajo el nivel de pobreza, el 12,9% son menores de 18 y el 13,4% son mayores de 65 años.

### 2005 - 2009
Según la Oficina del Censo en 2005 - 2009 los ingresos medios por hogar en la localidad eran de $32.500 y los ingresos medios por familia eran $52.137. Los hombres tenían unos ingresos medios de $34.943 frente a los $32.482 para las mujeres. La renta per cápita para la localidad era de $17.498. Alrededor del 13,5% de la población estaba por debajo del umbral de pobreza.

## Ciudades hermanadas
Viljandi, Estonia